# José Manuel Saldaña
José Manuel Saldaña (28 de noviembre de 1805 - 4 de noviembre de 1886) fue un político, funcionario público, gobernador del estado y benemérito de Tlaxcala.

## Biografía
Nació en una casa del barrio de Jerusalén antes Chacoatzi y hoy calle que lleva su nombre en el municipio de Chiautempan. Fueron sus padres Eusebio Mariano Saldaña y Manuela Estefanía. 
Estudió en la escuela Real de Chiautempan y luego en el Seminario Palafoxiano de Puebla para graduarse como licenciado en Derecho Civil. 

## Carrera política
En 1848 fue nombrado Jefe Político de su territorio siendo ya diputado federal. El 1 de julio de 1857 integró el Primer Congreso Constituyente del Estado firmando su primera Constitución Política como presidente. 
Fue elegido en varias ocasiones como diputado en el Congreso de la Unión, representando a los estados de Tlaxcala y Puebla. 
En Tlaxcala fue elegido gobernador tras la renuncia de Guillermo Valle, siendo el 11 de enero de 1858 designado como Gobernador Interino.  Cuando la capital del país fue ocupada por fuerzas francesas en 1863, decidió marcharse con su gobierno hacia la sierra norte de Puebla. Al recuperar los republicanos la ciudad de Tlaxcala, el 1 de enero de 1867, Manuel Saldaña da paso al gobierno encabezado ahora por Miguel Lira y Ortega, quien comandó a las fuerzas tlaxcaltecas en contra de los imperialistas a favor de Maximiliano de Habsburgo. Manuel Saldaña es nombrado Presidente del Tribunal Superior de Justicia.
Fue nombrado segundo magistrado supernumerario de la Suprema Corte de Justicia de la Nación el 14 de mayo de 1877. El 20 de febrero de 1880 integra la Segunda Sala junto con los magistrados Pedro Ogazón y José María Bautista. Continuó con sus funciones en la corte hasta el año 1882.
Durante sus últimos años vivió en Santa Ana Chiautempan, donde murió el 4 de noviembre de 1886.